# Урмас Отт
Урмас Отт (ест. Urmas Ott; 23 квітня 1955 — 17 жовтня 2008) — естонський журналіст телебачення і радіо.
Почав працювати на естонському телебаченні у 1986 р. Здобув популярність завдяки телевізійним інтерв'ю з політиками та діячами культури колишнього СРСР. Вів передачу «Телевізійне знайомство» на Центральному телебаченні СРСР, в Україні відомий інтерв'ю з першим президентом України Леонідом Кравчуком. Мав власні передачі «Карт-бланш» та «Happy Hour» на естонському телебаченні. Був автором декількох книг, нагороджувався численними нагородами Естонії. Тривалий час хворів на рак крові, помер 17 жовтня 2008 р. у лікарні м. Тарту.